# NGC 5678
NGC 5678 is een balkspiraalstelsel in het sterrenbeeld Draak. Het hemelobject werd op 17 april 1789 ontdekt door de Duits-Britse astronoom William Herschel.

## Synoniemen
- UGC 9358
- MCG 10-21-5
- ZWG 296.9
- KARA 634
- IRAS 14306+5808
- PGC 51932